# IMAP
IMAP (Internet Message Access Protocol, blev tidligere kaldt for Interactive Mail Access Protocol) er en datanetprotokol der i lighed med POP3 benyttes til at få adgang til e-mail fra en e-mail-server. Den nuværende version af IMAP, IMAP version 4 revision 1 (IMAP4rev1), er defineret i RFC 3501. IMAPS er IMAP med kryptering.
De fleste e-mailklienter kan konfigureres til at give adgang til e-mail enten via POP3- eller IMAP-protokollen. Ved POP3 hentes e-mail ned til e-mailklienten og slettes derefter fra e-mailserveren. Ved IMAP eksisterer et ægte client-server forhold idet e-mails bliver på e-mailserveren og e-mailklienten giver besked til serveren om hvad den ønsker der gøres ved en given e-mail. Eksempelvis kan man på en IMAP-e-mailserver oprette andre mapper hvor e-mail fra indbakken kan flyttes over i, e-mail kan naturligvis slettes osv. Fordelen er at brugeren kan se alle sine e-mails fra en vilkårlig e-mailklient eller endda benytte flere forskellige e-mailklienter uden at e-mail der allerede er læst og hentet ned skal flyttes.
Både POP3 og IMAP klienter benytter SMTP-protokollen til at sende e-mail.